# Бёкман, Герберт фон
Герберт фон Бёкман (нем. Herbert von Böckmann; 24 июля 1886 — 10 марта 1974) — немецкий военачальник, генерал пехоты вермахта (19.04.1942), командующий 11-й пехотной дивизией и 50-м армейским корпусом во время Второй мировой войны. Кавалер Рыцарского креста Железного креста, высшего ордена нацистской Германии. Уволен из вооружённых сил 31 марта 1943 года по возрасту.

## Награды
- Железный крест (1914) 2-го и 1-го класса (Королевство Пруссия)
- Орден Церингенского льва рыцарский крест 2-го класса с мечами (Великое герцогство Баден)
- Орден Грифона рыцарский крест (Великое герцогство Мекленбург-Шверин)
- Крест «За военные заслуги» 3-го класса с воинским отличием (Австро-Венгрия)
- Почётный крест Первой мировой войны 1914/1918 с мечами
- Медаль «За выслугу лет в вермахте» 1-го класса
- Медаль «В память 22 марта 1939 года»
- Пряжка к Железному кресту 2-го класса (15 сентября 1939)
- Пряжка к Железному кресту 1-го класса (4 октября 1939)
- Медаль «За зимнюю кампанию на Востоке 1941/42»
- Рыцарский крест Железного креста (4 декабря 1941)
- Орден Изабеллы Католической большой крест (1942)